# Coniopteryx (Coniopteryx) falciger
Coniopteryx (Coniopteryx) falciger is een insect uit de familie van de dwerggaasvliegen (Coniopterygidae), die tot de orde netvleugeligen (Neuroptera) behoort. 
Coniopteryx (Coniopteryx) falciger is voor het eerst wetenschappelijk beschreven door Karny in 1923.